# Het beste van 1994-2001
Het beste van 1994-2001 is een compilatiealbum van de Nederlandse popband Van Dik Hout. Het album kwam uit in 2001 op het label van Sony BMG. Het album is goud geworden.

## Nummers
1. "1 keer alles" - 4:09
2. "Alle duizend redenen" - 4:57 (van het album: Ik jou & jij mij, 2000)
3. "Stil in mij" - 4:05 (van het album: Van Dik Hout, 1994)
4. "Stap voor stap" - 4:06 (van het album: Ik jou & jij mij, 2000)
5. "Alles of niets" - 4:57 (van het album: (van het album: Van Dik Hout, 1994)
6. "De stilte valt zo hard" - 3:49 (van het album: Ik jou & jij mij, 2000)
7. "Film van 1 seconde" - 2:50 (van het album: Kopstoot van een vlinder, 1997)
8. "Dromendief" - 4:27 (van het album: Ik jou & jij mij, 2000)
9. "Met andere ogen" - 4:59 (van het album: Vier weken, 1995)
10. "De keuzes die je maakt" - 4:38
11. "Meer dan een ander" - 3:43 (van het album: Van Dik Hout, 1994)
12. "Mijn held zijn" - 4:34 (van het album: Vier weken, 1995)
13. "Laat het los" - 4:51 (van het album: Vier weken, 1995)
14. "Pijn" (met Herman Brood) - 3:03 (van het album: Kopstoot van een vlinder, 1997)
15. "Dichterbij" - 5:24 (van het album: Van Dik Hout, 1994)
16. "Twee soorten sneeuw" - 2:35
17. "Zenderruis & testbeeld" - 5:01 (van het album: Kopstoot van een vlinder, 1997)
18. "Het nieuwe spel" (Live) - 5:18
19. "Stap voor stap" (Tot de Wereld aan Onze Voeten Ligt) (Live) - 4:14
20. "Laat het los" (Live) - 4:51 (van het album: Vier weken, 1995)
21. "Voel dat ik leef" (Live) - 3:24
22. "'s Nachts in mijn dromen" (Live) - 4:26
23. "Stil in mij" (Live) - 6:05
24. "Overal geweest" (Live) - 5:26
25. "Laarzen aan mijn voeten" (Live) - 9:04

NB: De live-nummers staan niet op elke versie van dit album

## Artiesten
- Martin Buitenhuis - Zang
- Benjamin Kribben - Basgitaar
- Dave Rensmaag - Gitaar
- Sandro Assorgia - Gitaar
- Louis de Wit - Drums